# August Friedrich Gfrörer
August Friedrich Gfrörer (* 5. März 1803 in Calw; † 6. Juli 1861 in Karlsbad) war ein deutscher Theologe, Bibliothekar, Historiker und Abgeordneter der Frankfurter Nationalversammlung.

## Leben
Gfrörer studierte evangelische Theologie am Tübinger Stift und wurde 1829 Stadtvikar in Stuttgart. 1830 wurde er Bibliothekar an der königlich öffentlichen Bibliothek in Stuttgart, wo er sich vor allem dem Studium von Literatur und Geschichte widmen konnte. Erst 1833 erhielt er das volle Gehalt. Als jüngster Bibliothekar war er zugleich Adjunkt des Stadtdirektors zur Beihilfe bei der Ausübung der politischen Zensur. 1846 wurde er zum ordentlichen Professor für Geschichte an die Universität Freiburg berufen. 1845 wurde er zum Korrespondierenden Mitglied der Bayerischen Akademie der Wissenschaften ernannt, 1857 zum Auswärtigen Mitglied. An der Universität Freiburg hielt er regelmäßig Vorlesungen über die Literaturgeschichte des Mittelalters.
Vom 20. Mai 1848 bis zum 30. Mai 1849 gehörte Gfrörer der Nationalversammlung als Abgeordneter für Ehingen an. Er gehörte der großdeutschen Partei an, war ein vehementer Gegner Preußens und beantragte vergeblich eine Wiedervereinigung der beiden großen Konfessionen in Deutschland.
1853 konvertierte Gfrörer zum Katholizismus. Seine religiösen und politischen Werke verfasste er meist unter dem Pseudonym Ernst Freymund.

## Familie
August Friedrich Gfrörer war Sohn des streng protestantischen Handelsmanns Johann Jakob Gfrörer. Er war verheiratet und hatte Kinder. Seine Frau trat mit den Kindern noch vor ihm zum katholischen Glauben über.

## Werke (Auswahl)
- Flavius Josephus: Geschichte des jüdischen Krieges oder vom Untergang des jüdischen Volkes seiner Hauptstadt Jerusalem. Aus dem Griechischen für Leser aller Stände neu übersetzt. Durchges. u. hrsg. von A. Fr. Gfrörer. Mit geograph. u. histor. Erl. von Wilhelm Hoffmann,  Rieger, Stuttgart/Leipzig 1836.
- Pabst Gregorius VII. und sein Zeitalter, 7 Bde., F. Hurter, Schaffhausen 1859–1861 (Bd. 1, 1859, Bd. 3, 1859; Bd. 4, 1859, Bd. 5, 1860; Bd. 6, 1860; Bd. 7, 1861).
- Geschichte Venedigs von seiner Gründung bis zum Jahre 1084, Graz 1872 (posthum erschienen).
- Gustav Adolph, König von Schweden, und seine Zeit. Krabbe, Stuttgart 1852; Reprint: Salzwasser Verlag, Paderborn 2012. ISBN 978-3-86382-986-5.